# Георги Митев
Георги Василев Митев е български музикант и преподавател по музикознание и музикално изкуство – акордеон в АМТИИ – Пловдив.

## Творчество и преподавателска дейност
Доцент д-р Георги Митев е основател на дисциплината Акордеон, а по-късно и на дисциплините Аранжиране, Камерна музика, Съпровод и Джазова музика към специалността „Изпълнителско изкуство – акордеон“.
Член е на Съюза на учените в България и е екзаминатор в Fr. Sсhubert Коncervatorium – Viena
Преподавател в специалностите –
- музикознание и музикално изкуство – акордеон
- методика и практика на обучението по акордеон
- акордеонни ансамбли
- съпровод
- аранжиране
- джазова музика.

Създател и ръководител от 1989 г. е на Клуба „Акордеонни камерни ансамбли“ при АМТИИ, който ежегодно провежда концерти и взема участие в национални конкурси, предимно с нови аранжименти за различни видове ансамбли.

## Участие в творчески форуми
- Втори Национален конкурс по акордеон с международно участие, Пловдив, 2001
- Първи Национален конкурс за акордеонисти, Нови пазар, 2002
- Национален студентски конкурс „България в музика“, Благоевград, 2002
- Втори Национален конкурс за акордеонисти, Нови пазар, 2003
- Четвърти академичен конкурс за изпълнение на творби от Й.С.Бах, 2004
- Трети Национален конкурс за акордеонисти – Нови пазар, 2004
- Международен младежки фестивал – Евроарт 2004, Благоевград, 2004
- Четвърти Национален конкурс за акордеонисти – Нови пазар, 2005
- Международна научна конференция „Културните права в Европейска перспектива“, Благоевград, 2005
- Международен младежки фестивал – Евроарт 2005, Благоевград, 2005

## Учебници и учебни пособия
Автор е на голям брой аранжименти, транскрипции и оркестрации, част от които са издадени в следните сборници:
- „Й.С.Бах – Осем органни прелюдии и фуги за акордеон“, ДИ „Музика“, София, 1982
- „Пиеси за акордеон от стари майстори“, ДИ „Музика“, София, 1983
- „Полифонични пиеси за акордеон – I част“, ДИ „Музика“, София, 1986
- „Полифонични пиеси за акордеон – II част“, ДИ „Музика“, София, 1987
- „Благозвучният говор на пръстите на Й. Матезон“, АМТИИ, Пловдив, 2009
- "Пиеси за акордеон от Фр. Купрен”, АМТИИ, Пловдив, 2010
- „Пиеси за акордеон от Георги Митев“, АМTИИ, Пловдив, 2011.

Реализация на CD звукозаписи в собствено и ансамблово изпълнение на:
- Цикъл от Й.С.Бах – осем малки органни прелюдии и фуги;
- Цикъл от Й.Матезон – Благозвучният говор на пръстите”;
- Солов концерт „С песните на Дж. Гершуин“;
- Концерт „Класическа и духовна музика“ – за тенор и акордеон.

Осъществил е аудио запис на седем CD – антология на най-значимите изяви на Клуба „Акордеонни камерни ансамбли“ при АМТИИ.
Георги Митев ръководи, аранжира и акомпанира на певчески ансамбли и осъществява голям брой концерти, телевизионни участия, вкл. и в чужбина – Русия, Полша, Грузия, Армения и Азербайджан.

## Книги
Автор е на теоретичните трудове:
- „Методи за усъвършенстване на меховата техника при изпълнение на полифонична музика на акордеон“, изд. 1999 г.;
- „Основи на транскрибирането на барокова музика за акордеон“.
- „Благозвучният говор на пръстите – транскрипция за два акордеона“, 2009 г.
- „Пиеси за акордеон – Франсоа Купрен“, 2009 г. (транскрипция от клавесин – Г. Митев)

Автор е на:
- пиеси за акордеон и акордеонни ансамбли;
- пиеси за валдхорна и пиано;
- музикотерапевтичен цикъл „Приказни видения“ за синтезатор, предназначен за релаксация и сън.